# “共产国际”牵引车
共产国际中型履带牵引车，是苏联在苏德战争中的152毫米以上重型火炮的牵引车。

## 历史
1931年，苏联红军炮兵总监部指示哈尔科夫蒸汽机车工厂设计该牵引车。鲍里斯·尼克诺罗维奇·沃伦科夫领导两位主要设计师Д·М·伊万科夫与Д· Ф·波波罗夫承担设计工作。使用T-12坦克的悬挂的型号自1930年生产50辆。后来使用T-24同样的悬挂在1935年至1940年间生产了1798辆。1940年转产新一代的“伏罗希洛夫”牵引车。
苏德战争爆发前，很大一部分“共产国际”牵引车在远东地区民用。1941年1月1日，有1017辆在军中服役。1941年6月22日战争爆发时军队有1500辆。1945年有568辆。其中从1942年9月1日以后战损只有56辆。 

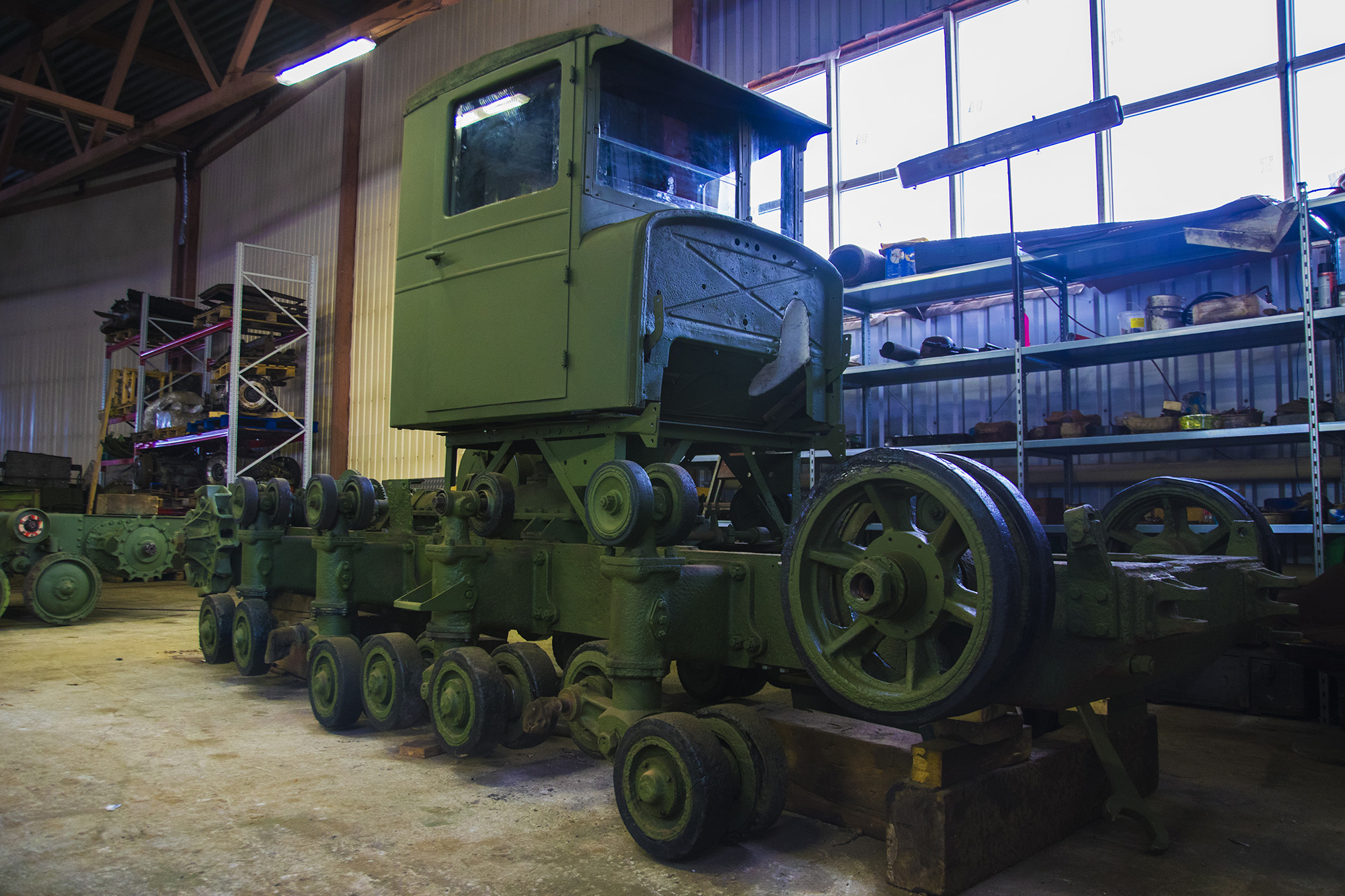
列宁格勒博物馆中的展品

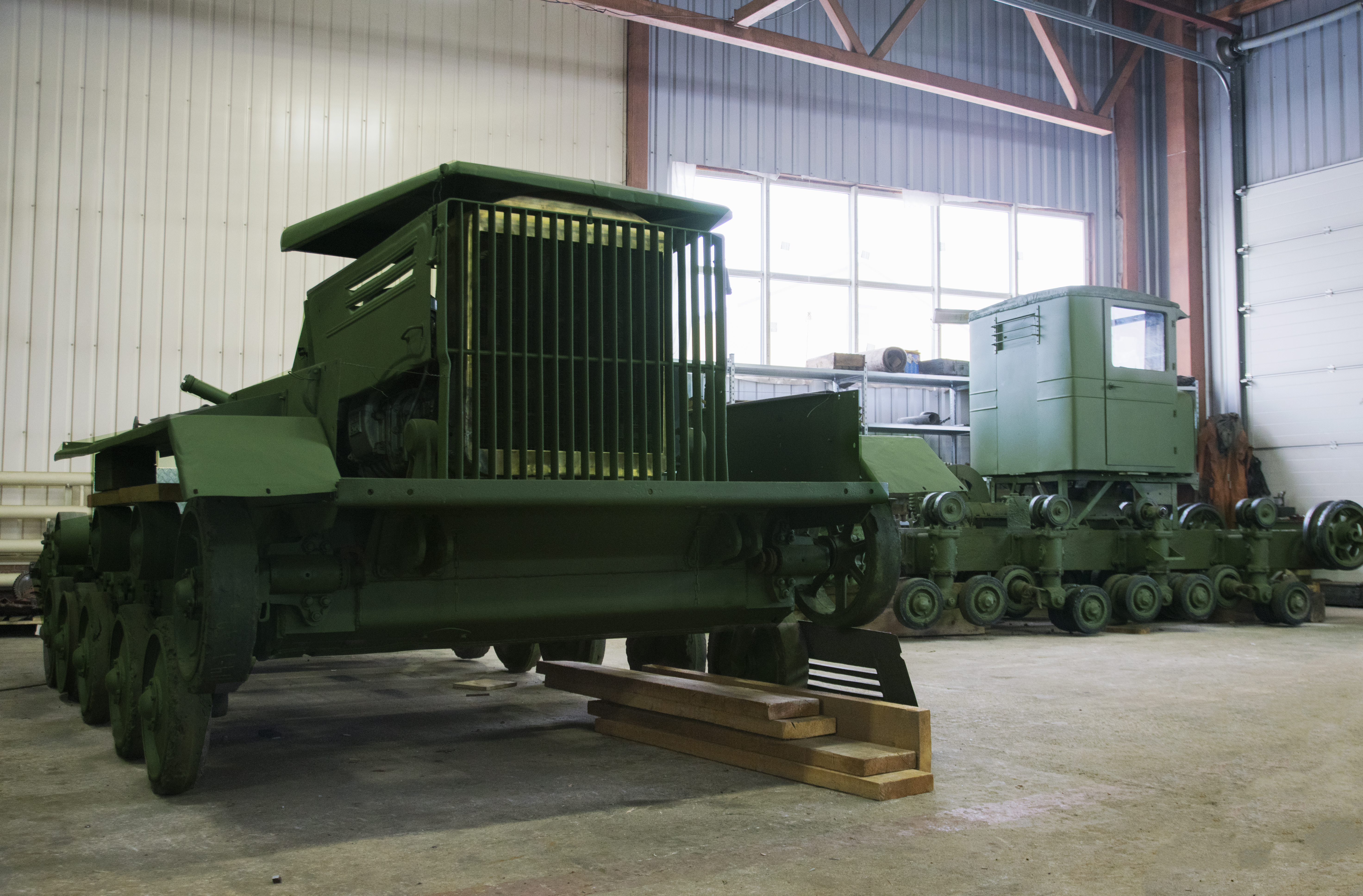
列宁格勒博物馆中的展品